# Nicola Tiozzo
Nicola Tiozzo (Chioggia, 26 maggio 1993) è un pallavolista italiano, schiacciatore della Libertas Brianza.

## Carriera

### Club
La carriera di Nicola Tiozzo inizia nel 2007 nelle giovanili del Treviso, per poi giocare con la squadra che disputa la Serie B2 nella stagione 2011-12. Nell'annata 2012-13 passa al Conselice, in Serie B1.
Nella stagione 2013-14 viene ingaggiato dal Tricolore, in Serie A2, con cui resta per due annate, per poi trasferirsi alla Libertas Brianza di Cantù, nella stessa categoria, nella stagione 2015-16.
Per il campionato 2016-17 veste la maglia dell'Argos di Sora, neopromossa in Superlega, mentre nell'annata successiva si accasa al Civita Castellana, in serie cadetta, con cui vince la Coppa Italia di Serie A2.
Nella stagione 2018-19 viene tesserato dall'Olimpia Bergamo con cui si aggiudica la Coppa Italia di Serie A2/A3 2019-20, per poi difendere i colori del Cuneo per l'annata 2020-21. 
Prosegue la sua carriera in serie cadetta, firmando per l'annata 2021-22 per la New Mater, con la quale rimane per due stagioni, per il Porto Viro nella stagione successiva e ritornando alla Libertas Brianza per il campionato 2024-25.

### Nazionale
Nel 2013 viene convocato nella Nazionale under 21, con la quale conquista la medaglia di bronzo al campionato mondiale di categoria, mentre nel 2018 ottiene le prime convocazioni nella nazionale maggiore, con cui nello stesso anno vince la medaglia d'oro ai Giochi del Mediterraneo.

## Palmarès

### Club
- Coppa Italia di Serie A2/Coppa Italia di Serie A2/A3: 2

2017-18, 2019-20

### Nazionale (competizioni minori)
- Campionato mondiale under 21 2013
- Giochi del Mediterraneo 2018